# Anders Karlsson i Surte
Anders Karlsson (i riksdagen kallad Karlsson i Surte), född 17 december 1862 i Östads socken, död 18 december 1937 i Nödinge, var en svensk lärare och politiker (liberal). 
Anders Karlsson, som kom från en bondefamilj, tog folkskollärarexamen och organistexamen i Göteborg 1885 och var därefter folkskollärare och organist i Ytterby 1885–1900 samt överlärare vid Surte skola i Nödinge 1900–1927. Han var ordförande i Nödinge kommunalstämma 1909–1930 samt i kommunalfullmäktige 1919–1931. Han var även överintendent för ungdomsverksamheten i IOGT 1914–1931.
Han var riksdagsledamot i andra kammaren 1919–1920 för Älvsborgs läns mellersta valkrets och anslöt sig till Frisinnade landsföreningens riksdagsgrupp Liberala samlingspartiet. I riksdagen var han bland annat vice ordförande i andra kammarens tredje tillfälliga utskott 1920. Han engagerade sig bland annat i alkoholpolitik.